# 水野麗奈
水野 麗奈（みずの れいな、1981年12月31日 - ）は、日本の近畿地方を中心に活動する女優、タレント。所属は松竹芸能→アンクル。

## 略歴
- 兵庫県姫路市出身。姫路工業大学（現・兵庫県立大学）環境人間学部卒業。
- 中学3年生のときにスカウトされ、モデル活動を開始。高校在学中は入寮生活を送り、バスケットボールの選手としても活動していた。
- 大学在学中の2000年に放送されたNHK朝の連続テレビ小説『オードリー』で、映画撮影所の結髪・メーク担当係の役を演じた。また、この年から2003年まで京阪電気鉄道のCMモデル初代「おけいはん」（淀屋けい子）を務めた。
- その後も女優・タレントとしての活動を続けながら大学を卒業（卒業論文のテーマはシェークスピアの「マクベス」であった）。卒業後も関西に留まり活動を続けている。
- 大学在学中から関西テレビの日曜競馬中継である『ドリーム競馬』に出演していた。
- 2009年11月、日本中央競馬会（JRA）所属の騎手（当時。現・調教師）の渡辺薫彦と結婚。[1][2]

## 出演

### テレビドラマ
- 土曜ワイド劇場 京都の芸者弁護士事件簿 シリーズ（朝日放送） - 豆富 （レギュラー出演）
  - 第2作 恥じらうビーナス連続殺人！（1998年7月25日）
  - 第3作 三方五湖・悪魔の逆転殺人！（1999年9月18日）
  - 第4作 嫉妬の炎に鬼が舞う！貴船・白浜連続殺人！（2000年9月16日）
- NHK朝の連続テレビ小説 オードリー（2000年、NHK）- 奥谷琴子
- 土曜ワイド劇場 京都のテミス女裁判官2（2004年5月8日、テレビ朝日） - 井上さゆり
- NHK朝の連続テレビ小説 ちりとてちん（2008年1月9日、NHK） - 女性リポーター
- NHK朝の連続テレビ小説 だんだん（2008年9月29日-2009年3月28日、NHK） - 小川真知子

### バラエティ
- ドリーム競馬（2003年4月6日 - 2006年12月24日、関西テレビ） - キャスター
- ぐるっと関西プラス（2006年4月 - 2009年3月、NHK大阪放送局）
- スピリタス〜アスリート密着本音ドキュメント〜（2005年、毎日放送）
- 料理の「り」（2005年10月 -、Sky A）
- たかじんONEMAN（不定期、毎日放送）
- たかじん胸いっぱい（不定期、関西テレビ）
- ゴルフ道、きど哀楽〜青山薫の考え〜（2007年、スカイ・A）
- 猛虎紳士録（スカイ・A）

### CM
- 京阪電気鉄道 おけいはん
- 小林製薬 ケシミンクリーム
- ダイドードリンコ 和果ごこち ゆずれもん

### ラジオ
- 亀スポ!（2004年10月 - 2005年3月 / 2005年10月 - 2006年3月、毎日放送）
- 亀山つとむのサタスポ!（2006年10月 - 2007年3月、毎日放送）
- 上泉雄一の日曜スポーツ宣言!（2007年4月 - 毎日放送）
- 熱血!タイガーススタジアム（2007年4月 - 毎日放送）
- こんちわコンちゃんお昼ですょ!（2008年11月 - 2010年3月　毎日放送）※渡辺たかねの後任として金曜アシスタントを担当。